# Borut Šuklje
‎Borut Šuklje [bórut šukljè], slovenski novinar, diplomat, politik in publicist * 24. junij 1958, Ljubljana, † 19. junij 2022.
Leta 1984 je diplomiral na Filozofski fakulteti Univerzi v Ljubljani iz filozofije in primerjalne književnosti.
Do leta 1990 je poučeval filozofijo in sociologiji na več ljubljanskih srednjih šolah, tistega leta pa je bil izvoljen v Državni zbor Slovenije na listi Socialistične stranke Slovenije. Med letoma 1990 in 1992 je bil programski direktor RTV Slovenije, v letih 1992−1994 direktor vladnega urada za informiranje, v letih 1994−1996 minister za kulturo Republike Slovenije, v letih 1996−1999 generalni sekretar Vlade Republike Slovenije, v letih 1999−2001 minister za notranje zadeve Republike Slovenije in leta 2001 veleposlanik v Zvezni republiki Jugoslaviji.
Leta 2004 je zbolel za rakom, ki ga je začasno premagal.
Pozneje je deloval kot mednarodni svetovalec za področje jugovzhodne Evrope in zahodnega Balkana. Bil je član LDS.